# 國民革命軍第十八軍
國民革命軍第十八軍前身為國民革命軍第十一師，係國民革命軍北伐後整編國防軍，由國民革命軍司令部警衛第一、二、三團整編而成。

## 历史沿革
1928年12月以北伐战争中收编的北洋系闽军改编的第十七軍与國民革命軍總司令部警衛第一、第二、第三等3個團以及第3師第九團合編為国民革命军第11師。師長曹萬順，后由副師長陳誠繼任。
民國十九年（1930年）中原大戰中，因協力友軍於8月15日攻克濟南，以戰果輝煌，擴編成軍，故擢長為第十八軍。任陳誠為軍長，轄第11師及獨立旅。与夏斗寅第13师编为1个纵队，担任穿插任务。9月初，由濟南轉徐州，經歸德、周家口疾趨汴、鄭，於石象鎮激戰十餘日，卒將西北军擊潰，攻佔鄭州，獲賞百萬元。回師武漢，負綏靖鄂南、湘北。1931年1月13日，钱大钧的第十四师编入第十八军，钱大钧调任武汉要塞司令部司令，由陈诚任军长兼第十四师师长。第十四师前身为1930年3月在武汉成立的教导第三师，师长钱大钧；1930年11月28日，教导第三师改称第十四师，该师在鄂北广水、花园及湖南岳阳、云溪附近与红军作战。
1931年春，防區擴至平漢南段及九江以西地區。1931年夏又由九江經南昌入贛東，參加勦共，进攻贛南興國、寧都等縣苏区。「九一八事變」後，主力集結吉安、泰和一帶擴充編制整訓，並成立幹部研習所，調訓幹部，先後將第43師、第59師、第52師撥隸該軍，計轄5個師10個旅30個團。1932年春，「一·二八事變」爆发，红军进攻贛州，該軍奉命星夜馳援。繼之固守安樂、宜黃、攻克廣昌。
1931年10月由第11、第14师独立旅重新组建的第52师，1933年10月改称第98师。
1933年8月由第11师第32旅及师直属队一部扩编组建第67师。
1934年春，陈诚辞去军长兼职，罗卓英继任军长，刘绍先任副军长。下辖：
- 第11师，黄维（后彭善）任师长；
- 第14师，霍揆彰任师长；
- 第67师，傅仲芳（后李树森/黄国梁代理/黄维）任师长；
- 第94师，朱怀冰任师长。另一说为第98师，师长夏楚中。

作为第一批调整师，第11、14、67师各装备汉造步枪4,000支、捷克式轻机枪324挺、卅节重机枪72挺、新宁造迫击炮24门,均于1936年5月全部调补完毕。第98师作为第三批调整师。
1937年抗日战争爆发时，该军驻守粤汉路沿线。8月4日，奉命准备参加保定方面的平汉路北段作战。8月7日开始铁路输送。8月11日先头一部已过郑州。后奉命改为参加淞沪会战。由隴海铁路、津浦铁路轉赴上海，8月22日各部陆续抵达：第11师进驻大场，第14师开驻苏州、常熟、福山间的吴福线国防工事，第67师开驻无锡苏州一线，第98师从武汉水运赴江湾，军部驻无锡。隶属第三战区第15集团军（陈诚任第15集团军总司令，罗卓英任副总司令兼该军军长）第16军团。此时，第十八军序列：
淞沪会战期间第18军团以上主官姓名表
- 军长罗卓英
- 参谋长刘绍先
- 第11师
  - 师长彭善
  - 副师长莫与硕
  - 参谋长梅春华
  - 第31旅旅长王严 梅春华（代）
    - 第61团团长乔九龄
    - 第62团团长余子溫

  - 第33旅
    - 旅长叶佩高
    - 副旅長胡琏
    - 第65团团长朱鼎卿
    - 第66团团长胡琏（兼） 曹金轮
- 第14师
  - 师长霍揆彰 陈烈
  - 副师长凌兆垚
  - 参谋长郭汝瑰 曾粤汉
  - 第40旅旅长阙汉骞
    - 第79团团长石祖黄
    - 第80团团长王中柱

  - 第42旅旅长曾粤汉 罗广文
    - 第83团团长高魁元 王敬忠
    - 第84团团长阙汉骞 邹毓南
- 第67师
  - 师长李树森 黄国梁（代） 黄维
  - 副师长黄国梁
  - 第199旅
    - 旅长李芳彬
    - 副旅長付锡章
    - 第397团团长覃道善
    - 第398团团长付锡章（兼） 曹振铎

  - 第201旅
    - 旅长蔡炳炎 杨勃
    - 副旅长李维藩
    - 第401团团长朱志席
    - 第402团团长李维藩（兼） 魏天民
- 第98师
  - 师长夏楚中
  - 副师长王甲本
  - 参谋长罗广文
  - 第292旅
    - 旅长吕国铨
    - 副旅長陈集辉
    - 第583团团长路景荣
    - 第584团团长胡一

  - 第294旅
    - 旅长方靖
    - 副旅長龚传文
    - 第587团团长侯思明
    - 第588团团长向敏思

緒戰羅店、寶山、頗著功勳。1937年10月，该军第94师转隶第7集团军直属。10月17日第14师改隶第五十四军。淞沪会战，该军损失惨重：
- 第67师第201旅旅长蔡炳炎、副旅长兼第402团团长李维藩阵亡
- 第98师第583团团长路景荣、中校团附李馨远阵亡
- 第11师参谋主任彭战存、第31旅旅长王严、第66团团长曹金轮、代理团长韩应斌、中校代团附谢锦华负伤
- 第14师第83团团长高魁元、王敬忠、代理团长潘裕昆负伤
- 第67师第398团团长傅锡章、曹振铎负伤
- 第98师第587团团长侯思明、第588团团长向敏思等负伤。
- 第11师12个步兵营营长伤亡18人。第98师第583团姚子青营、第11师第65团雷汉池营分别在宝山、徐宅全营殉国。

1937年11月，集結徽州、寧國之間，阻敵西進。
爾後在贛、鄂邊境，瑞昌、武寧間與敵激戰甚久，迭挫敵鋒。1938年5月，副军长兼第67师师长黄维升任第18军军长。1938年6月，改辖第11、16、60师参加武汉会战。第67师脱离建制。第16师，师长何平，前身为湘军一部，1937年3月改编为调整师编制。该师在淞沪会战时表现出色。第60师，师长陈沛，最早为粤军第4军一部，曾参加一二八淞沪会战。淞沪战役中曾归第18军指挥参加罗店西南战斗。因在1938年3月的溧阳金鸡岭战斗中表现出色，被第三战区司令长官顾祝同授予“光荣的六十师”奖旗一面。6月，第16、第60师参加反攻马当战斗，第60师180旅会同第49军105师313旅于28日收复香山，两师被军委会奖赏2万元。7月，参加湖口、彭泽守备（第16师）及反攻作战。7月9日，第11师31旅在湖口、彭泽之间的杨家山击退日军第106师团步兵第145联队及波田支队台湾步兵第2联队各一部的反扑，击毙第145联队第2大队长福岛橘马少佐，俘虏日军两名。9月，参加瑞武路麒麟峰等战斗。9月25日，第60师第360团克复麒麟峰，团长杨家骝在亲率敢死队冲锋时英勇牺牲。11月，第16师、第60师先后脱离第18军建制。武汉会战中第11师伤亡失踪2,072人，第16师伤亡失踪4,108人，第60师伤亡失踪4,280人。第60师被第九战区第一兵团总司令薛岳授予“无敌军”奖旗一面。12月，彭善升任第18军副军长仍兼第11师师长。部队调湘南永州新田等地整补。
1939年1月，新编第23师改隶第18军建制（师长盛逢尧，1938年10月由原第5师改称）。第18军列入第一期战区直辖整训部队序列进行整训。3月，第43师改隶第18军建制。第43师，师长金德洋，1930年12月由第47师139旅扩编成立，1931年11月被纳入土木系。1939年5月彭善升任军长，叶佩高升任第11师师长。6月，新编第23师与第五十四军第18师对调，第43师与第八十七军第199师对调，第18军改辖第11、第18、第199师。第18军军部及第18、第199师被列入第二期军委会直辖整训部队。第18师，师长罗广文，1928年9月由国民革命军第2军（湘军谭延闿部）和独立第5师合编组建。1938年7月后被纳入土木系序列。第199师，师长罗树甲，1938年1月由湖南4个保安团组建。
1939年7月，溯江入川，主力控置重庆、万县，一部分防黔東。1940年夏，参加枣宜会战，達3個月之久，全军伤亡7,344名，第199师第595团团长章紫云英勇牺牲。战后因伤亡惨重，11月列入第四期军委会直辖整训部队，军部及第199师驻万县、第11师调驻梁山、第18师调驻忠县进行整训并担任川东总预备队。1941年9月，为策应第二次长沙会战，第六战区向宜昌日军发起反攻。10月，第18军奉令加入第六战区江防军战斗序列，向三斗坪、南津关、秭归一线推进。11日，陈诚令第11师接替第55师任务，从3100高地向镇镜山及宜昌市区北侧进出，协同第2军第76师消灭宜昌城内残敌。旋因全线停止攻击，该军未能加入战斗。战后，第18军接替第94军防务驻防石牌、三斗坪一线。12月，被选定为攻击军（第二批）。1942年10月，与第59军、第94军被选定为第六战区突击作战部队，配属炮兵、工兵各一营。1943年1月，第199师与暂编第9军暂编第34师对调。暂编第34师，师长朱奇、吴啸亚（2月继任），1940年10月由浙江人民抗敌军第3纵队改编成立。浙赣会战后该师随军调第六战区整理。1943年5月，参加鄂西会战，固守石牌要塞，血戰兩旬，敵終未逞。1945年夏，敵猛犯湘西，該軍奉命馳援，於邵陽、新化之間，予敵致命打擊，或湘西空前大捷。戰後回駐沅陵，繼續整訓。9月，暂编第34师改隶第三十二军，第九十四军55师调归第18军建制。11月，参加常德会战，官兵伤亡失踪1,615人。战后驻澧县、临澧、公安。1945年2月，第55师番号撤销，部队编入第八十七军第118师，第118师调归第18军建制。第55师副师长戴朴升任第118师师长。1945年2月，列入美械军36个师计划。4月18日前军部及第11师驻桃源、郑家驿，第18师担任益阳、马迹塘间守备，第118师担任汉寿、牛鼻滩、常德间守备。4月参加湘西会战，参战33,284人，伤亡3,089人。此时第18军战斗序列
- 军长胡琏
- 副军长王严 张世光
- 参谋长萧锐
- 少将附员高魁元
- 军直属：工兵营、通信营、人力输送团、特务连、野战医院（战前军炮兵营改隶第100军，奉拨的军、师炮兵营均未到达）
- 第11师师长杨伯涛 副师长王元直 参谋长吴廷玺
  - 第31团团长尹钟岳
  - 第32团团长张涤瑕
  - 第33团团长李树兰 副团长张慕贤
- 第18师师长覃道善 副师长林映东 参谋长李孟锐
  - 第52团团长李熙文
  - 第53团团长尹俊
  - 第54团团长李维勋
- 第118师师长戴朴
  - 第352团杨国杰
  - 第353团团长佘坤 副团长孟述美
  - 第354团团长黄建三

抗日戰爭勝利後，進出長沙、岳阳地區，北趨武汉地区驻防，隶属武汉警备总司令部，位于湖北武昌。鎮攝外圍，積極整訓。1946年遵國軍整編方案實施第二期計畫，改編為陸軍整編第十一師。胡琏任师长，萧锐任参谋长。原辖第11、第18、第118师依次改编为整编第11、整编第18、整编第118旅。1948年以整编第18旅为骨干，重建在被歼灭的整编第3师，并与整编第11师共同组成整编第18军，胡琏兼任整编军长。1948年9月恢復原軍師番號。杨伯涛任军长，王元直任副军长，吴庭玺任参谋长。1948年12月15日徐蚌會戰第二阶段被中國人民解放軍歼灭。1949年2月，该军残部在江西重建第18军，隶属于第2编练司令部。高魁元任军长。
1954年7月，國軍整編，改軍團制，遵政府命令，改為中華民國陸軍第七軍。1956年5月1日，第七軍司令部番號取消。
第十八軍（海燕部隊）在國軍五大主力中為建軍最早、歷史最長的一支勁旅，民國三十九年九月於金門改編轄十一師、一一八師。民國四十一年八月一日該二師番號改為十七、十九師，其核心骨幹為第十一師，即後來著名的陸軍步兵第一一七師（海鵬部隊）。經歷數次整編，至民國八十七年精實案成為聯兵旅第一一七旅，民國九十四年精進案併編入陸軍機步第二九八旅（2013年改銜第三三三旅，承接第三三三師番號及隊徽）。一一八師則為第一一九旅（虎軍部隊），精進案改為金東守備隊（駐金門金沙）；2014年4月1日，與金防部金西守備隊併編為金門守備大隊。民國一百一十年元月，因應灘岸防衛需求，由國軍南區專長訓練中心奉命復編步兵第一一七旅（駐高雄鳳山）。

## 參加戰役及重要記事
1930年（民國十九年）9月初，由濟南轉往徐州。10月5日晚，克復鄭州，獲獎百萬元。中原大戰後駐地武漢，防區為鄂南、湘北、平漢路南段及九江以西，參與剿共、閩變諸役。第五次圍剿收功後辦理贛南區红軍投降善後事宜。

### 對日抗戰時期
1935年（民國二十四年）為抗日大計，部隊東移，就國家總體防衛位置，改換裝備由剿共編制改為國防編制。1936年（民國二十五年）6月兩廣事變，由浙贛邊境直趨廣州。1937年（民國二十六年）七七事變，參加上海附近戰鬥，所部第九十八师第二九二旅第五八三团3营在少校营长姚子青率领下死守宝山，全员殉国。上海轉進後與敵周旋於常熟、無錫，南京陷落後軍主力於徽州寧國。1938年（民國二十七年）敵犯武漢，武漢棄守後主力集結於長沙。1939年（民國二十八年）7月入川以鞏固陪都。
1940年（民國二十九年）夏參戰宜昌。苏援到来，第十八军与第七十四军竞争军委会攻击军编制失利。
1941年（民國三十年）冬重出西陵峽。1943年（民國三十二年）春固守石牌，冬參加常德會戰，突入敵後於澧水襲擊敵後方補給線。常德會戰後駐防澧縣、臨澧、公安。
1944年（民国三十三年）冬所部第十一师换装全副美械。
1945年（民國三十四年）春參加湘西會戰，8月日本投降，開至長沙受降日第20軍。10月中趨武漢任警備。

### 國共內戰時期
1946年（民國三十五年）5月改編為陸軍整編第十一師。8月北上徐州集結剿共，與劉伯承5個縱隊激戰於馮家沙窩、章鳳集一帶，擊潰解放軍第7、8、9縱隊及一個獨立旅。冬參加宿北戰役與陳毅部激戰，此役胡璉因師部遭共軍葉飛部突然襲擊，即令第18旅不顧友鄰安危，回撤保護師部，致使整編第六十九師全軍覆沒，師長戴之奇自戕。國防部申斥“此次整11師撤退，未能適時通報，以致影響整編第69師蒙受到重大損失”(《綏靖第一年重要戰役提要》)。
1947年（民國三十六年）進入曲阜、兗州整訓。魯中會戰始追剿陳毅部，4月22日攻佔白馬關打開陳毅老巢沂蒙山區大門。6月進攻南麻，陳毅粟裕集結5個縱隊於7月17日合圍，至7月21日陳毅圍攻失敗撤离，该军獲賞5億。9月22日，陈毅粟裕再次集结5个纵队将整11师（欠1个整编旅）包围于曹县之土山集，围攻2日未下，24日撤围而去。11月圍剿劉伯承於大別山。

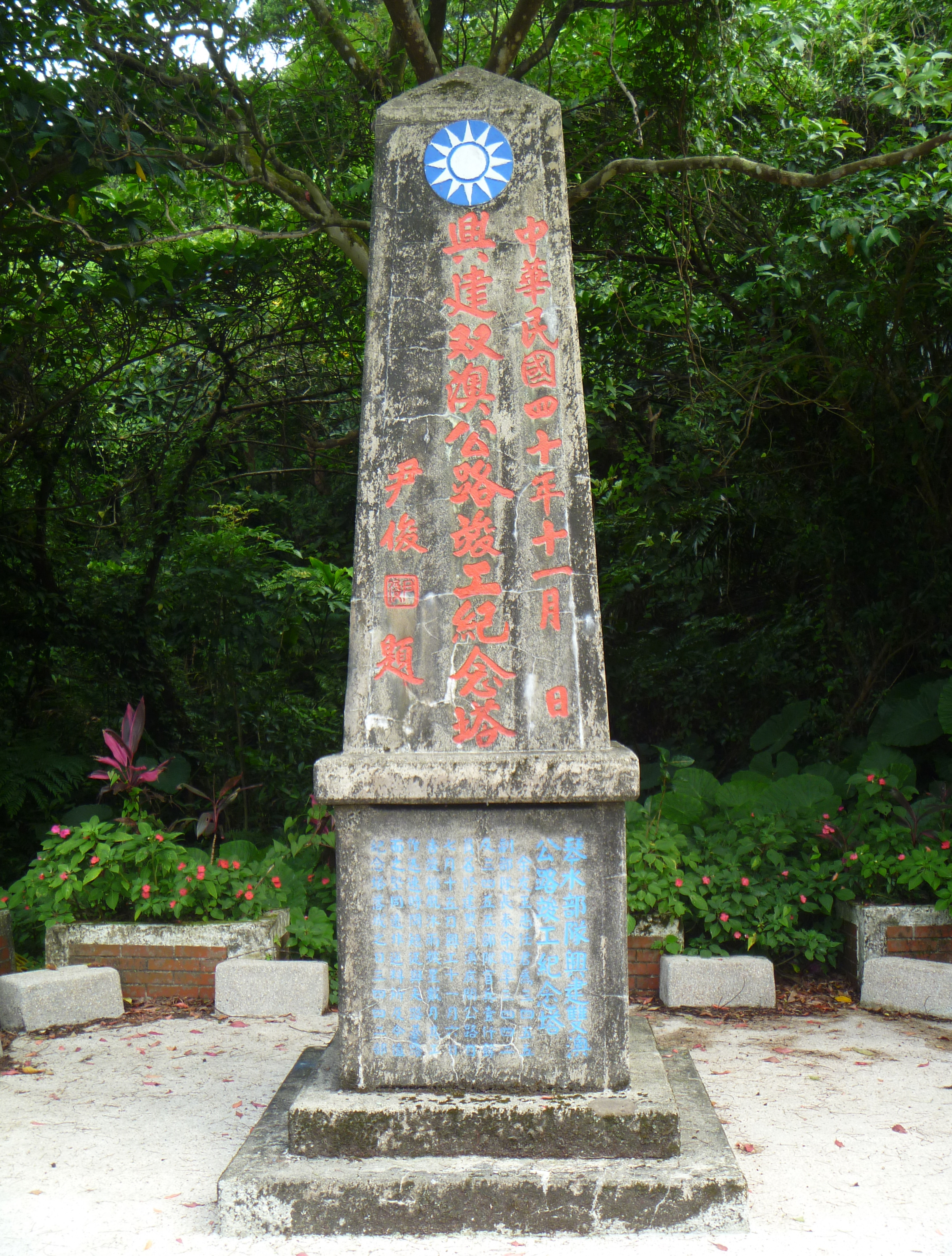
民國四十年（1951年）十八軍興建台二甲線雙溪至澳底段紀念碑

1948年（民國三十七年）3月初洛陽被围求援，该師奉命西進，增援洛陽；6月中，東進救援开封，然宋時輪指揮華野10縱20小時急行軍180裡，於17日上午9時抵達並直接進攻胡兵團部所在地上蔡，胡下令本已迫近開封的整編第11師主力3個整編旅立即回撤以救援兵團部，功敗垂成。7月初，北上參加豫东战役，胡軍長親率輕裝八個團兼程北進，粟裕部向魯西避让，黃百韜兵團轉危為安。9月恢復原軍師番號。11月以原十八軍為基幹編成「第十二兵團」東進參加徐蚌會戰，因橫跨三省救援黃伯韜第七兵團不及。

1948年11月22日，黃百韜兵團於碾莊覆滅，第十二兵團於雙堆集被圍。12月15日突圍，只有時任副司令官之胡璉成功率部8,000餘人突圍（第十八軍僅2,000餘人）。年底軍部再設於南京毘廬寺，各師分別於浙江、江西徵兵編訓。一說胡副司令長官當時乘坦克隻身突圍，此8千餘兵力實為18軍第49師，該師11月22日因奉第18军軍長楊伯濤命令，已直接經羅集向湖溝前進，與李延年兵團匯合，該師因未隨兵團前往雙堆集，遂幸未遭包圍。

1949年（民國三十八年）5月解放軍南渡。隨後胡璉赴江西重建，在方天鼎力支下，短短半年，部隊邊打、邊退、邊訓練，撤至潮汕時，已號稱擁兵10萬。第十八軍由贛南閩西撤至汕頭集結。10月初海運金門。10月24日，解放軍進攻金門，第十八軍消滅解放軍9千餘人、俘虜6千餘人，即「古寧頭大捷」。

1950年（民國三十九年）7月26、27日大二膽之戰全殲登陸解放軍。11月，第十八軍由金門調返台灣，駐防基隆至宜蘭一帶。

1952年（民國四十一年）10月10日，軍屬第七十五師配合反共救國軍突擊南日島，至10月14日撤退。

1953年（民國四十二年）11月，進入台灣楊梅，基地訓練。

1954年（民國四十三年）3月完成基地訓練，先後調防澎湖、金門、馬祖各外島。

1956年（民國四十五年）5月，撤銷「軍司令部」。

## 獲獎紀錄
- 1930年（民國十九年）8月攻克濟南，獲賞銀元三萬，九月攻克鄭州獲獎百萬。
- 1943年（民國三十二年）5月堅守石牌有功，第六戰區司令陳誠（第十八軍前軍長）、軍長方天、第十一師師長胡璉、第十八師師長羅廣文皆獲頒青天白日勳章。
- 1947年（民國三十六年）6月參加南麻戰鬥，獲賞法幣五億元（犒賞兩億元、特恤三億元）。
- 1949年（民國三十八年）第十一師第三十一、三十三團百里奔襲晝伏夜行，擊潰浙江土共祝更生、應飛俘獲7千餘人獲賞銀元三萬。
- 1949年10月金門古寧頭大捷，軍屬第一一八師獲頒榮譽虎旗。

## 第十八軍逸事

### 四大公開
第十八軍素為國軍勁旅，軍風開明廉潔，素有四大公開之作風，所謂四大公開為：
- 人事公開
- 經濟公開
- 意見公開
- 赏罰公開[註 1]

### 土木系
土木系，亦稱陳誠系，為國民革命軍大陸時期軍方派系，核心人物是陳誠。第十八軍素為常勝勁旅自視甚高，於友軍面前輒昂視闊步，視若無睹，對戰力較差者則呼之為「豆腐部隊」、「油渣部隊」，如有人問輒厲聲對曰「老子十八軍」、「老子十一師」。因十一合之為「土」、十八合之為「木」，故外界有以「土木系」喻指自陳誠為首之軍方派系。
据《郭汝瑰回忆录》对“土木系”的名字的解读为以十八军干部为班底，以陆大十一期为横向连结，控制国防部核心部门的派系：

   1945年2月，我回国后，陈诚要我担任军政部军务署的副署长（军务司扩大为署，署长方天）。我3月就任以后，就一直在国民党的高级司令部工作。
　　陈诚当上军政部部长以后，有人说军政部变成了土木系。“土”即“十一”，“木”即“十八”，意为军政部被陆大十一期和十八军的旧人所垄断。我不是“土”【按：郭汝瑰为陆军大学正则班第十期】而有“木”（十八军的干部），并与陆大十一期的同学很合得来。方天为了冲淡“土木系”“土”的色彩，就荐举我当军务署副署长。陈诚那里当然也很顺利通过了。

第一快速纵队从1946年9月组建至1947年1月4日在鲁南战役被歼灭，三任司令官石祖黄、车蕃如、邹震岳均为陆大十一期。
胡琏的《古宁头泛述》中可见一斑，所谓干诚社的陈诚和四大金刚中在该文章中都有提及。当时的陈诚任东南军政长官公署署长，罗卓英、林蔚、郭忏除本兼之职外任副署长，林蔚尚兼任代理参谋总长，郭忏扔任联勤司令，剩下一个不是副署长的周至柔则是空军司令。
土木系將領主要出身於第十八軍第十一師，包括在人際關係上接近陳誠之將領。這是陳誠起家部隊，在戰力上號稱不吃空缺，加上適度接受下屬意見，因此戰力自中國抗日戰爭以前就有一定名聲，在抗戰中多次與日軍惡戰的戰果使得土木系部隊名號打響，到抗戰結束後被視為國軍五大主力之一。
中國抗日戰爭後，國民政府军中央軍被分為三大軍事集團：土木系（陳誠系）、胡宗南系、湯恩伯系（被稱為“陳胡湯”）。土木系因首腦陳誠為蔣中正所寵信，歷任軍政要職，復以該部戰功彪炳、屢建奇功，素被視為驍兵悍將。但实际上“陈胡汤”之外，中央军黄埔嫡系还有原属于何应钦派系的杜聿明、廖耀湘、邱清泉的第五军系、顾祝同派系（如黄百韬的第二十五军）、驻印军孙立人系等等。
被納歸於土木系之將領包括：
- 保定陸軍軍官學校

陳誠、周至柔、羅卓英（同為保定八期畢業）
- 黃埔軍校

黃維、蕭乾、彭善、方靖、方天、胡璉、宋瑞珂、邱行湘、楊伯濤、高魁元、劉雲瀚、郭汝瑰等。
- 國外軍校

羅廣文
- 陆军大学正则班第十一期(1932年4月至1935年4月)

方天、刘云瀚、石祖黄、刘劲持、杨业孔、车蕃如、李汝和、吴仲直、杜显信、吕文贞、罗泽闿、邹震岳、李昆岗、赵桂森、邵存诚、岳星明、吴鹤云等
- 四大金刚

罗卓英（保定八期炮科同班同桌同学）、林蔚（陆军大学）、郭忏（保定六期炮兵科）、周至柔（保定八期步兵科）
- 十三太保

方天、刘云瀚、罗泽闿、杨业孔、石祖黄、吕文贞、赵桂森、郭汝瑰、刘劲持、车蕃如、洪懋祥、李仲辛、吴仲直
- 主要带兵将领

黄维、胡琏、张鼎铭、蕭乾、李及兰、胡琏、罗广文、戴之奇、邱行湘、杨伯涛等。
归入土木系的军、师：
- 國民革命軍第六軍：49，55，93师
- 國民革命軍第六軍：青年军202，203，204师
- 國民革命軍第九軍：青年军201，205，206师
- 國民革命軍第十四軍：10，83，85师
- 國民革命軍第十八軍：11，18，199师
- 國民革命軍第三十一軍：青年军208，209师
- 國民革命軍第五十四軍：14，50，198师
- 國民革命軍第五十四軍：63，198，8师
- 國民革命軍第六十六軍：新编28，新编29，新编38师
- 國民革命軍第六十六軍：13，185，193师
- 國民革命軍第七十二軍：34、新13、新15旅
- 國民革命軍第七十五軍：16，76师
- 國民革命軍第七十九軍：82，98及暂编第6师
- 國民革命軍第七十九軍：98，194，暂2师
- 國民革命軍第八十六軍：16，67，79师
- 國民革命軍第八十七軍：118，新编第23师
- 國民革命軍第八十八軍：新21旅
- 中央军國民革命軍第九十三軍：第94师（师长朱怀冰）、第10师（师长王劲修）
- 國民革命軍第九十四軍：12，55，185师（武汉警备旅）
- 國民革命軍第九十四軍：5，43，121师
- 国民革命军第九十七军：第94师（师长朱怀冰）
- 國民革命軍第九十九軍：92，99，199师
- 國民革命軍第九十九軍：60，92，99师
- 暂编第二军：暂1，暂2师
- 暂编第九军：第185师、第199师
- 青年军第207师
- 整3师（第十军）：18旅、75旅
- 整10师（第十四军）：10，83，85旅
- 整11师（第十八军）：11，18，118旅
- 整14师（新六军）：第14旅、第207旅
- 整37师（第九十四军）：5，43，121旅
- 整50师（新一军）：50旅
- 整54师（第五十四军）：8，36，198旅
- 整66师（第六十六军和八十六军13师）：13，185，199旅
- 整69师（第九十九军和三十七军60师）：60，92，99旅
- 整72师（第七十二军）：34，新13，15旅
- 整75师（第七十五军）：6，76旅
- 整79师（第七十九军）：96，194，暂编2旅
- 整88师（第八十八军和二十八军62师）：62、新21旅

### 石牌之戰
石牌形勢險要扼守長江入川門戶，1943年（民國三十二年）日軍沿江仰攻遭國民革命軍擊退，此役戰況慘烈被四川報界譽為「中國之」。
5月28日日軍開始攻擊，第三十二團第九連連長陣亡士兵傷亡殆盡，第三十一團右側友軍全面潰敗，後來潰兵湧入四方灣，日軍亦銜尾直追，此地如失則第十一師主陣地將被日軍楔入，第三十二團副團長李樹蘭臨危受命，僅能抽調預備隊一個班的援兵於30分鐘內增援防守，集合各單位散兵堵住此一缺口。5月29日全面激戰，第十一師數處陣地失陷，夜間江防軍、第十八軍、第十八師、第十三師皆後移，第十一師固守石牌要塞。5月30日清晨第十一師升中華民國國旗於龍鳳山頂，該日全日進入激戰，曾有三個小時戰場不聞槍聲，中日雙方都在拼刺刀，號稱為二次大戰最大的白刃戰。5月31日後戰鬥逐漸減弱，6月8日國民革命軍克宜都、枝江，日軍向東潰退，全線恢復戰前態勢，戰後於石牌西側四方山建公墓葬陣亡將士1萬5千名（此役第十八軍陣亡及失蹤者達2千餘人），惜1992年改建學校，墓園被毀棺木淪為柴薪。

### 十二兵團與金防部
第十二兵團於徐蚌覆滅，國防部於1949年任命脫出之原第十二兵團副司令官胡璉為第二編練司令部司令官，轄國民革命軍第十軍、第十八軍、國民革命軍第六十七軍，除收容舊部外另於浙贛閩撥補兵員，並受前軍長、江西省政府主席方天之協助，仿唐朝府兵制以「一甲一兵」方式，每甲（十二戶）共推一丁入伍，另以清剿土共以補充兵員。第十二兵團司令部轉進金門，並改編為 「金門防衛司令部」，現編為 「陸軍金門防衛指揮部」，部隊名稱為「擎天部隊」。

### 海鵬部隊

十二兵團海鵬部隊隊徽

徐蚌會戰後十二兵團重建於浙贛，胡璉對重整十二兵團訓辭：
「我們像是一隻大鵬鳥，現在是負傷了，但需要個休養時間。一旦傷勢好了，我們又要鵬程萬里，遠走高飛了。」
第十一師為十八軍之骨幹部隊，於福建三都澳海運台灣整訓後，復海運汕頭，約在此部對海運調動時期，「海鵬」二字為十一師之部隊番號代字。1952年（民國四十一年）8月1日第十一師番號改為第十七師為前瞻（重裝）師，1976年（民國六十五年）第十七師番號改為第一一七師駐地台南，至1998年（民國八十七年）精實案改為聯兵旅第一一七旅（守備旅），於2004年（民國九十三年）步兵旅任務整編及2005年（民國九十四年）併編取消「海鵬」部隊番號，部隊併入陸軍機械化步兵第二九八旅(今機步三三三旅)。2020年1月，因應灘岸防衛需求，由國軍南區專長訓練中心奉命復編步兵第一一七旅駐地高雄鳳山。

### 虎軍部隊
軍屬第一一八師於徐蚌會戰後重建，除收容潰軍舊部，另於浙贛徵兵，以李樹蘭為師長；武器部分中央政府已遷至廣州無力供應，經聯勤總司令告知昆明兵工廠存有部分輕武器，胡璉遂備專款及10餘架運輸機自雲南運補一批槍械迫砲，大都補充第一一八師。
第一一八師成軍後隨後掃蕩閩粵邊區土共，於1949年（民國三十八年）10月調往金門擔任前線主攻部隊，於林厝鑽牆鑿壁逐屋戰鬥建功，蔣總統特頒「虎」字榮譽旗，嗣後第一一八師部隊番號代字為「虎軍」即淵源於此。
1952年（民國四十一年）8月1日該師番號改為十九師，1976年（民國六十五年）第十九師番號改為第三一九師（重裝師）。1983年（民國七十二年）後該師常駐金門，不再於台灣、金門間輪調，故通常以駐地稱為金東師。
1999年（民國八十八年）3月1日精實案改為陸軍步兵第一一九旅（守備旅）仍原沿襲用「虎軍」為部隊番號代字。
2007年（民國九十六年）1月1日精進案改為陸軍金門防衛指揮部金東守備隊。
2014年（民國一〇三年）4月1日精粹案改為陸軍金門防衛指揮部金門守備大隊。

### 威武部隊
威武部隊分別於1931年（民國二十年）及1949年（民國三十八年）兩度編入第十八軍建制，該部隊原為黃埔教導第三師，編入時番號為第十四師，1954年（民國四十三年）後之番號為預六師，1973年（民國六十五年）番號改為第二〇六師駐地新竹關西（學六師），2009年（民國九十八年）番號改為十六師，2001年（民國九十年）1月因應精實案，師部改編為「十六師指揮機構」，所轄的六一六旅駐地桃園楊梅改編成聯兵旅一一六旅、六一七旅駐地新竹關西改編成聯兵旅一〇六旅、六一八旅駐地苗栗頭份改編成聯兵旅一一八旅。2004年（民國九十三年）4月因應精進案，第一一八旅裁撤、第一一六旅移駐斗煥坪並改編為後備九〇二旅、一〇六旅改編為後備九〇三旅。2006年（民國九十五年）7月，第九〇二旅併入第九〇三旅、駐地不變。2007年（民國九十六年），「十六師指揮機構」裁撤。2013年（民國一〇二年）元旦，後備第九〇三旅回歸陸軍、恢復「二〇六」旅番號及「威武部隊」代名，轄關西及斗煥坪新訓中心。
該部隊編為關西東預備師後，另肩負新兵訓練中心任務。關於台灣的新兵訓練中心流傳於役男間有所謂「血濺關東橋、魂斷車籠埔、淚灑金六結、歡樂滿仁武」（前3個營區何者血濺、魂斷、淚灑說法不一，但歡樂滿仁武為共識）的說法，第二〇六師新兵訓練中心即俗稱的關東橋新訓中心。
威武部隊歌
|  | 我們是國民革命的先鋒 我們是百戰百勝的英雄 五次圍勦 連戰皆捷 黃獅渡役大獲成功 西安事變赴國難 永懷偉大總統 蔣公 抗日戰爭顯威名 勦匪抗戰爭光榮 團結安全 注重績效 大智 大仁 大勇 發揚黃埔傳統精神 反共復國 促進大同 |

威武士官隊歌（克難歌）
|  | 沒有跨不過的海洋 沒有鑿不通的山崗 天下沒有辦不到的事情 任何困難都不在我們心上 我們有信心 我們有信仰 團結再團結 團結就是力量 奮鬥再奮鬥 奮鬥就有希望 沒有衝不過的難關 沒有掃不平的戰場 我們沒有打不敗的敵人 只要勇往直前 萬惡共匪 一定滅亡 |

### 李光前將軍廟
李光前團長是金門戰役（古寧頭大捷）陣亡者中官階最高者（十九軍十四師四十二團中校代團長），據說後來發生諸如夜間無人時卻有部隊操練聲之靈異事件，經地方人士起乩問神後遂於民國四十二年立碑紀念，六十年建廟祭祀。
李光前團長殉職時官階中校殉職後追贈為上校，該廟自始即為「將軍廟」雖合民間固有之將軍信仰，然實有名實不符之憾。後因金門縣政府官員許啟明稱受李光前團長托夢，經多方奔走特追晉為少將以符地方民情。
李光前殉職時任職之四十二團係隸屬於十九軍十四師，該師係胡璉於1949年（民國三十八年）重組十二兵團時自十八軍撥出納入新成立之十九軍素為十八軍舊部，以此淵源李光前金門殉職事蹟仍納入國防部出版之《十八軍軍史》中。

### 頻征路
民國38年金門戰役，軍屬118師353團政戰幹事官郭頻征少校於傳達命令至林厝東北之第三營頭部中彈陣亡，今北投政治作戰學校內之頻征路即由此而來，另「李光前將軍廟」郭少校亦在奉祀之列。

### 胡璉狡如狐
民國35年－37年十八軍轉戰中原戰場，於魯西章鳳集、南麻、大義集三戰皆捷，於中原戰場擔任救援隊，僅民國36年間即在魯皖蘇豫間移動296次。
毛澤東忌憚胡璉，曾親筆給諸多前線部隊如下指示：「十八軍胡璉，狡如狐，勇如虎。宜趨避之，保存實力，待機取勝」。

## 語錄
「辦法爾等自有，誓死不離戰場便是；戰是生機，退是死路。」
民國十九年被圍石廂鎮，陳誠對告急部將答語
「不稱功不畏難」
陳誠所頒訓辭
「多向部隊走，少上軍部來」
陳誠訓勉部屬語
「失策於與辭修將軍決戰於廣昌」
周恩來答江西失敗之由
「勝利雖無把握，成仁確有決心。」
石牌保衛戰前陳誠打電話關切胡璉，胡璉之答語。

## 十八軍軍史
十八軍軍史於民國三十四年胡璉軍長任內於武漢編印出版，記載時間至抗戰勝利止。另於民國六十五年有《陸軍第十八軍軍史續》。胡璉曾囑十八軍末代軍長劉鼎漢續編十八軍軍史，八十五年初劉將軍約談舊部開始續編軍史，並與史政編譯局合作編撰。
新編之《國民革命軍陸軍第十八軍軍史》於民國八十七年六月三十日出版，係國軍一系列部隊沿革史之第一本，主要由十八軍老人分別撰寫非由專業史家執筆，雖為官方正式出版但非嚴謹史學著作。然當事者逐漸凋零之際此書自有留第一手資料之功。
書中除記述軍史及相關圖表外，評述、檢討亦佔相當篇幅，另附歷任（共十一位）軍長傳略，另李樹蘭將軍（一一八師師長）傳以附錄方式列於書末以維體例。較為遺憾者書中除歷任軍長及軍其照片外其餘照片竟皆闕如。
引用資料方面除軍方（台灣）各項資料外，另有參用中（共）方資料。並直陳《中國人民解放軍戰史》中記載華東野戰軍一縱三師九團「在曹家集附近殲滅整編第十一師師屬工兵營」恰與事實相反。另對徐蚌戰役中突圍失敗遭俘之兵團司令黃維，軍長楊伯涛、吳紹周、覃道善，師長王元直、尹鐘獄等將領僅以『下落不明』四字帶過，又如前軍長羅廣文在川投共亦稱『行蹤不明』忌於直言遭俘、叛變為一明顯之缺失。